# ووروورو
ووروورو (لاتین: Vourvourou) یک روستا در یونان است که در شهرستان سیسونیا واقع شده‌است.